# IC 4727
IC 4727 ist eine elliptische Galaxie vom Hubble-Typ E/S0 im Sternbild Pfau am Südsternhimmel. Sie ist schätzungsweise 200 Millionen Lichtjahre von der Milchstraße entfernt und hat einen Durchmesser von etwa 65.000 Lichtjahren. Gemeinsam mit dreißig weiteren Galaxien bildet sie die IC 4765-Gruppe (LGG 422).
Im selben Himmelsareal befinden sich u. a. die Galaxien IC 4726, IC 4728, IC 4731, IC 4737.
Das Objekt wurde am 20. Juli 1901 vom US-amerikanischen Astronomen DeLisle Stewart entdeckt.